# Hector Crinon
Œuvres principales
Satires picardes (1863)
Hector Crinon né le 10 août 1807 à Vraignes-en-Vermandois (Somme) où il est mort le 4 septembre 1870 est un sculpteur et poète français d'expression picarde.
Il est surtout connu pour son recueil de Satires picardes (1863).

## Biographie

### Origines paysannes
Issu d’une famille très modeste de cultivateurs, Hector Crinon doit travailler aux champs après la mort de son père. Admirateur du chansonnier Béranger, et ne trouvant pas sa vocation dans l’agriculture, il abandonne sa ferme pour ne plus croire qu’en ses futurs succès d’artiste.

### Des débuts artistiques hésitants
Malgré quelques premières chansons peu remarquées (deux recueils de Chansons Françaises, 1830-1832), il n'est d’abord reconnu que grâce à la sculpture sur bois : il est d’ailleurs admis dans l’atelier du peintre péronnais Auguste Dehaussy, où il s’adonne pendant plusieurs années à cet art. Avant 1914, certaines de ses œuvres étaient conservées dans les églises de Vraignes et de Péronne.
Mais la sculpture subvient difficilement aux besoins familiaux et Crinon est contraint de reprendre les travaux agricoles.

### Un auteur picardisant
La Révolution de 1848 réveille son inspiration littéraire, et les nouvelles satires politiques qu’il publie en picard, pointant du doigt inégalités et contradictions de la société contemporaine, rencontrent le succès qu’il espérait. Par son nouveau « conservatisme », Crinon s’attire ainsi la protection des notables locaux. Le président du tribunal de Péronne et le sous-préfet s’attachèrent à lui trouver enfin un emploi qui lui permit de vivre confortablement. Mais en 1858, le poste de commissaire de police qu’on lui propose est situé en Eure-et-Loir. Malgré la misère et la maladie qui le touchent alors, Crinon refuse de s’expatrier — il s’en expliqua dans le poème Restons au Village.

### La misère et la mort
Les honneurs que lui rend l’Académie des sciences, des lettres et des arts d'Amiens en 1859 ont bien du mal à lui faire oublier une maladie de plus en plus douloureuse. Les sujets traités par Crinon s’en ressentent : Sur la mort, Sur le suicide (1860), Mon testament (1861), Le malade (1863). La publication du recueil de ses Satires picardes, en 1863, ne lui rapporte pas le bénéfice attendu ; en 1868, les journaux de Péronne lancent une souscription pour secourir le poète, qui meurt paralytique, à Vraignes, en septembre 1870.

## Publications
- Chansons françaises, 1830-1832.
- Satires picardes, parues dans le Journal de Péronne en 1851 puis publiées en recueil. Imprimerie Récoupé, 1863, 232 pages ; réédition : Satires picardes et autres œuvres, 47, vii, Reprod. en fac-similé , 202 pages, Amiens, Centre d'études picardes, université de Picardie, publication no 19, 1982.
- Textes en picard et en français traduits par Gisèle Guilbert et Brigitte Plaquet, préface de Pierre Garnier, Éditions de la Vague verte, 262 pages, 2006  (ISBN 2913924794).

## Hommage
En 1892, le Monument à Hector Crinon, œuvre du poète-sculpteur Georges Tattegrain, est inauguré à Vraignes-en-Vermandois. Le buste en bronze fut envoyé à la fonte par les Allemands en 1944. Le buste en plâtre d'Hector Crinon par Tattegrain est conservé à Péronne au musée Alfred Danicourt et un exemplaire en bronze est visible à Amiens au Musée de Picardie. Grâce à l’action de l’Association Éklitra et à une souscription publique, un nouveau buste en pierre, œuvre du sculpteur amiénois Pierre Bazin, est inauguré à Vraignes en 1970 à l’occasion du centenaire de la mort de Crinon.